# Grimmelshausen-Preis
Der Johann-Jacob-Christoph-von-Grimmelshausen-Preis ist ein deutscher Literaturpreis, der seit 1993 alle zwei Jahre verliehen wird. Er ist benannt nach Hans Jakob Christoffel von Grimmelshausen, dem Autor des Simplicissimus, der in Gelnhausen geboren wurde und in Renchen starb.

## Zielsetzungen
Ausgezeichnet werden jeweils Autoren, „die […] in den vorausgegangenen sechs Jahren durch ein […] erzählerisches Werk einen bemerkenswerten Beitrag zur künstlerischen Auseinandersetzung mit der Zeitgeschichte geleistet“ (lt. Statuten) haben.

## Strukturen
Stifter sind die Städte Gelnhausen und Renchen und die Bundesländer Baden-Württemberg und Hessen. Er ist mit 10.000 Euro dotiert. Eine Aufteilung ist satzungsgemäß ausgeschlossen. Eigene Bewerbungen um den Preis sind nicht vorgesehen. Über die Zuerkennung entscheidet eine jeweils auf sechs Jahre gewählte dreiköpfige Jury aus Fachleuten.
Er wird jährlich abwechselnd in Gelnhausen und Renchen vom Bürgermeister der jeweiligen Stadt in einer öffentlichen Festveranstaltung überreicht, 1993 erstmals in Renchen. Die dafür anfallenden Kosten werden durch die Stadt, in der der Preis verliehen wird, übernommen. Seit 2003 wird an noch nicht etablierte Autoren der Grimmelshausen-Förderpreis vergeben.

## Preisträger
- 1993: Ruth Klüger (New York) für den 1992 erschienenen autobiographischen Roman weiter leben. Eine Jugend
- 1995: Alban Nikolai Herbst für den 1995 erschienenen Roman Wolpertinger oder Das Blau
- 1997: Michael Köhlmeier (Vorarlberg) für den 1995 erschienenen Roman Telemach
- 1999: Robert Menasse (Wien) für den 1995 erschienenen Roman Schubumkehr
- 2001: Adolf Muschg (Zürich) für den 2001 erschienenen Roman Sutters Glück
- 2003: Brigitte Kronauer (Hamburg) für den 2000 erschienenen Roman Teufelsbrück; Förderpreis: Ricarda Junge für ihren Erzählungsband Silberfaden
- 2005: Dieter Forte (Basel) für den 2004 erschienenen Roman Auf der anderen Seite der Welt; Förderpreis: Jagoda Marinić für ihren Erzählungsband Russische Bücher
- 2007: Feridun Zaimoglu für seinen 2006 erschienenen Roman Leyla; Förderpreis: Silke Scheuermann für ihren Roman Die Stunde zwischen Hund und Wolf
- 2009: Reinhard Jirgl für seinen 2009 erschienenen Roman Die Stille; Förderpreis: Claudia Gabler für ihren Gedichtband Die kleinen Raubtiere unter ihrem Pelz; Sonderpreis: Reinhard Kaiser für seine Neuübertragung des Simplicissimus
- 2011: Peter Kurzeck für seinen Roman Vorabend; Förderpreis: Annika Scheffel für ihren Roman Ben
- 2013: Ulrike Edschmid für ihren Roman Das Verschwinden des Philip S.; Förderpreis: Marie T. Martin für ihren Erzählband Luftpost
- 2015: Robert Seethaler für seinen Roman Ein ganzes Leben; Förderpreis: Verena Boos für ihren Debütroman Blutorangen[1][2]
- 2017: Christoph Hein für seinen Roman Glückskind mit Vater; Förderpreis: Sophie Passmann (Poetry Slammerin) für ihre Monologe angehender Psychopathen
- 2019: Dörte Hansen für ihren Roman Mittagsstunde; Förderpreis: Nele Pollatschek für ihren Debütroman Das Unglück anderer Leute[3]
- 2021: Christoph Nußbaumeder für sein Romandebüt Die Unverhofften; Förderpreis: Sheree Domingo für ihre 2019 erschienene Graphic Novel Ferngespräch[4]
- 2023: Frank P. Meyer für seinen Roman Vom Ende der Bundeskegelbahn; Förderpreis: Caroline Wahl für 22 Bahnen; Sonderpreis: Simone Grünewald und Klaus Puth für Die Abenteuer des Simplicissimus[5][6]